# Răscoala, Hunedoara
Răscoala este o localitate componentă a orașului Petrila din județul Hunedoara, Transilvania, România.